# Paramonostomum parvum
Paramonostomum parvum är en plattmaskart. Paramonostomum parvum ingår i släktet Paramonostomum och familjen Notocotylidae. Inga underarter finns listade i Catalogue of Life.